# Szakarwa
Szakarwa (lit. Šakarva) – wieś na Litwie, w okręgu wileńskim, w rejonie święciańskim, w gminie Łyngmiany.

## Historia
W czasach zaborów wieś w gminie Łyngmiany, w powiecie święciańskim, w guberni wileńskiej Imperium Rosyjskiego. W 1866 roku miała 11 dusz rewizyjnych, należała do dóbr skarbowych Maciuciszki . W 1905 roku liczyła 36 mieszkańców, 22 dziesięciny.
W dwudziestoleciu międzywojennym wieś leżała w Polsce, w województwie wileńskim, w powiecie święciańskim, w gminie Kołtyniany.
W 1931 w 6 domach zamieszkiwało 31 osób.
Od 1945 roku w Litewskiej Socjalistycznej Republice Radzieckiej.
Od 1990 na niepodległej Litwie.